# Arnaldo Silveira Brandão
Arnaldo Silveira Brandão (Itajaí, 28 de julho de 1922 — Blumenau, 5 de fevereiro de 1976) foi um escritor brasileiro.
Sua obra-prima Bas Fond ganhou o Prêmio Internacional de Jornalistas e Escritores da União Latina em 1951.
Faleceu em consequências de um acidente automobilístico ocorrido em Penha, onde também foram fatalmente vitimados seus irmãos José Bonifácio Brandão (popularmente conhecido como Dide Brandão), Maria Dolores Brandão Michels e Joana Brandão.

## Obras[3]
- Bas Fond (1951)
- Poemas de Arbran (1951)
- Um Brasileiro nos Caminhos da Europa (1952)
- Sol perpendicular (1953)
- A taverna do gato branco. Rio de Janeiro (1954)
- No mundo da lua (1955)
- O Vendedor de Pinhões (1956)
- Luz
- Cortina Amarela
- Bartolomeu
- Cais de melancolia

## Academia Catarinense de Letras (ACL)
Foi membro da Academia Catarinense de Letras (ACL), empossado em 6 de maio de 1958.

## Representações na cultura
A Escola Básica Arnaldo Brandão, no município de Itajaí, foi batizada em homenagem ao escritor.

## Referência
1. ↑  «A HISTÓRIA DE ARNALDO SILVEIRA BRANDÃO». ebab-imarui.blogspot.ca. Consultado em 12 de março de 2018
2. ↑  "BAS-FOND" - Arnaldo Brandão - Pongetli Rio
3. ↑  FLORIANO, Magru. Inventário bibliográfico dos autores da região da foz do rio Itajahy até o ano de 2010. Itajaí: Brisa Utópica, 2010.
4. ↑  «Escola Básica Arnaldo Brandão lança Gibi feito por alunos». itajai.sc.gov.br. Consultado em 12 de março de 2018